# K-202

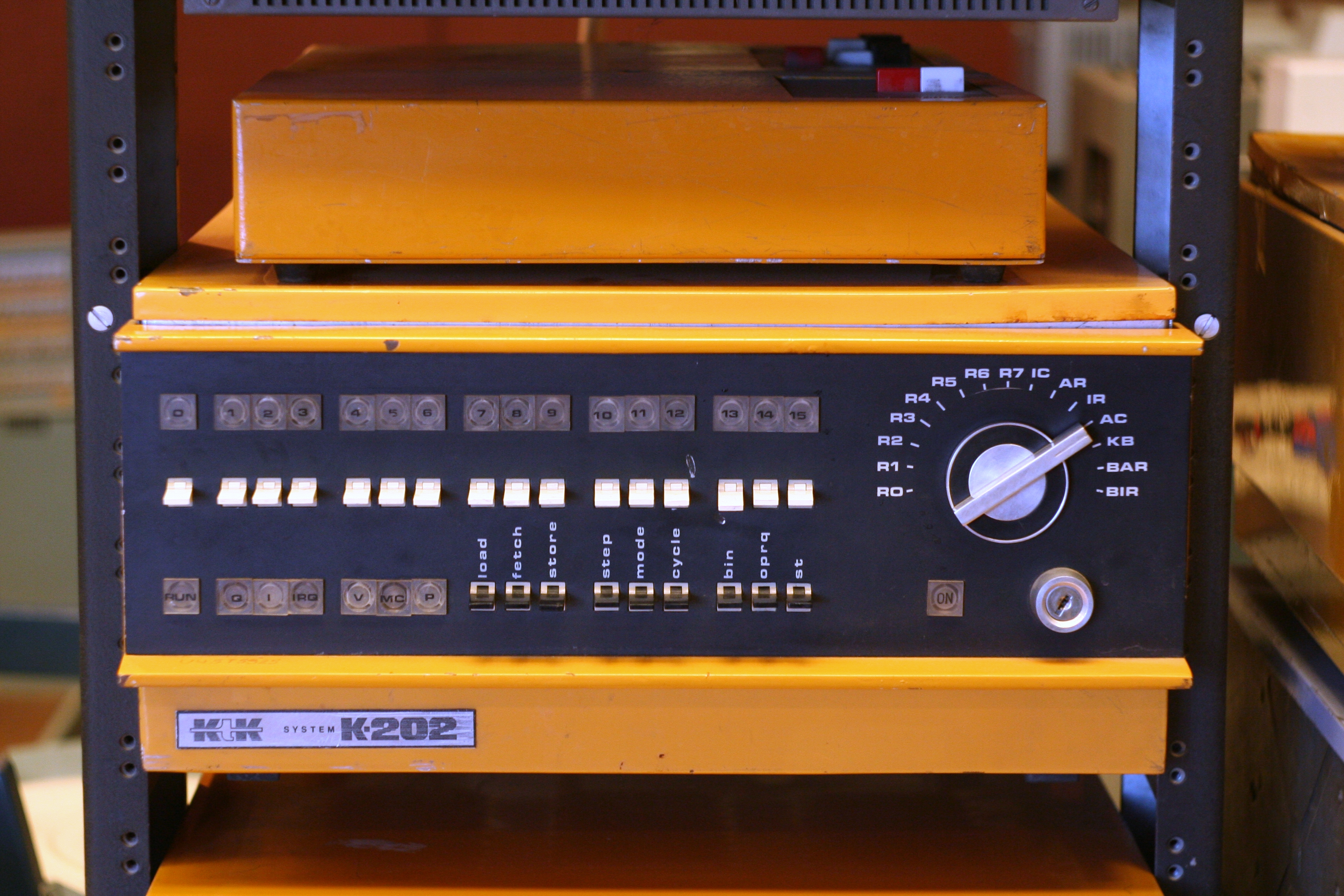
O minicomputador K-202

Na informática, o K-202 foi um minicomputador de 16 bits (intermediário entre o desktop e o mainframe), criado pela equipe do cientista polonês Jacek Karpiński entre 1970–1973 em cooperação com as empresas britânicas Data-Loop  e MB Metals. Todas as unidades enviadas à MB Metals foram devolvidas para manutenção. Devido ao atrito resultante da concorrência com a Elwro, concorrente apoiado pelo governo, a produção do K-202 foi bloqueada e Karpiński expulso de sua empresa sob as acusações de sabotagem e peculato.
O K-202 tinha dois rivais principais: o minicomputador Data General SuperNOVA ( Estados Unidos ) e o CTL Modular One ( Reino Unido ).
Algum tempo depois, o K-202 teve seu sucessor, Mera 400, centenas de unidades das quais foram construídas.

## Características
O K-202 era capaz de executar cerca de um milhão de operações por segundo; no entanto, seu conjunto de instruções não era adequado para as tarefas típicas, tornando o desempenho prático um pouco inferior. O mundo comunista estava em um lugar diferente do mundo capitalista na fabricação de circuitos integrados, cuja exportação era estritamente controlada, e aparentemente essa era a razão pela qual (apesar do notável desempenho e baixo preço) não havia interesse comercial de qualquer parte do mundo. O K-202 afirmava ser o primeiro minicomputador que utilizava a técnica de paginação, fornecendo 8 MB de memória virtual; no entanto, o que seus construtores chamavam de paginação era na verdade uma simples segmentação. Além disso, o limite superior anunciado de 8 MB de memória era praticamente inalcançável devido a atrasos na propagação do sinal, sendo 144 KB a maior configuração disponível. K-202 foi baseado em circuitos integrados de pequena e média escala.
- Multiprogramação
- Multiprocessamento
- palavra de 16 bits
- Mais de 90 instruções
- 7 registradores universais
- 16 maneiras de determinar o argumento
- Memória operacional de até 4 milhões de palavras
- Endereçamento direto de até 64k palavras
- Troca autônoma de dados com memórias operacionais na velocidade de 16 Mbit/s [nota: ou seja, 1M palavras/s]
- Método de implementação - circuitos integrados TTL/MSI
- Ciclo de memória 0,7 μs
- Velocidade de processamento de 1 milhão de operações/segundo